# Sporting Clube de Braga 2016-2017
Questa voce raccoglie le informazioni riguardanti lo Sporting Clube de Braga nelle competizioni ufficiali della stagione 2016-2017.

## Rosa
| N. |                       | Ruolo | Calciatore          |
| -- | --------------------- | ----- | ------------------- |
| 2  | Uruguay (bandiera)    | D     | Emiliano Velázquez  |
| 3  | Serbia (bandiera)     | D     | Lazar Rosić         |
| 6  | Portogallo (bandiera) | D     | André Pinto         |
| 7  | Portogallo (bandiera) | A     | Wilson Eduardo      |
| 9  | Egitto (bandiera)     | A     | Ahmed Hassan        |
| 10 | Argentina (bandiera)  | C     | Tomás Martínez      |
| 11 | Argentina (bandiera)  | C     | Federico Cartabia   |
| 13 | Brasile (bandiera)    | A     | Rodrigo Pinho       |
| 14 | Brasile (bandiera)    | C     | Rafael Assis        |
| 15 | Brasile (bandiera)    | D     | Baiano              |
| 16 | Brasile (bandiera)    | D     | Djavan              |
| 17 | Portogallo (bandiera) | A     | Rui Fonte           |
| 19 | Serbia (bandiera)     | A     | Nikola Stojiljković |

| N. |                       | Ruolo | Calciatore       |
| -- | --------------------- | ----- | ---------------- |
| 21 | Portogallo (bandiera) | C     | Ricardo Horta    |
| 23 | Portogallo (bandiera) | A     | Pedro Santos     |
| 24 | Portogallo (bandiera) | D     | Ricardo Ferreira |
| 25 | Portogallo (bandiera) | C     | Pedro Tiba       |
| 26 | Argentina (bandiera)  | C     | Oscar Benítez    |
| 28 | Portogallo (bandiera) | P     | Marafona         |
| 30 | Brasile (bandiera)    | A     | Alan             |
| 35 | Montenegro (bandiera) | C     | Nikola Vukčević  |
| 44 | Portogallo (bandiera) | D     | Artur Jorge      |
| 63 | Brasile (bandiera)    | C     | Mauro            |
| 76 | Portogallo (bandiera) | P     | Tiago Sá         |
| 87 | Brasile (bandiera)    | D     | Marcelo Goiano   |
| 92 | Brasile (bandiera)    | P     | Matheus          |